# Чубунов, Георгий Борисович
Георгий Борисович Чубунов — советский военный деятель, контр-адмирал.

## Биография
Родился в селе Зайцево Тульской губернии крестьянской семье. С детских лет работал у кустаря-слесаря.
Член РКП(б) с 1920 года.
С июля 1922 по май 1925 года — курсант Ленинградского военно-морского училища (военно-морской школы).
В мае 1925 — марте 1926 года — и. о. штурмана эсминца «Азард». С марта по октябрь 1926 года — помощник вахтенного начальника линейного корабля «Октябрьская революция».
С октября 1926 по октябрь 1927 года учился в штурманском классе специальных курсов командного состава Военно-Морских сил РККА.
В ноябре 1927 — июле 1928 года — штурман минного заградителя «25 Октября». В июле 1928 — августе 1929 года — комендант транспорта «Горняк» морских сил Балтийского моря. В августе — сентябре 1929 года — штурман минного заградителя «25 Октября».
В сентябре 1929 — апреле 1932 года — слушатель Военно-морского факультета Военно-морской академии имени Ворошилова.
В апреле 1932 — январе 1935 года — помощник начальника сектора 1-го (оперативного) управления Штаба РККА.
В январе — марте 1935 года-помощник начальника сектора 5-го отделения 1 — го отдела, в марте 1935 — феврале 1937 года-помощник начальника 1 — го отдела морского, В июне — августе 1937 года-начальник 5-го отделения 1 — го отдела, в августе — октябре 1937 года-заместитель начальника начальника 7-го отделения морского отдела Генерального штаба РККА.
В октябре — ноябре 1937 года — начальник штаба Днепровской военной флотилии в городе Киеве.
В ноябре 1937 — марте 1940 года — командующий Днепровской военной флотилии.
В марте — сентябре 1940 года — начальник штаба Военно-морской базы Палдиски в Эстонии.
С сентября 1940 по май 1941 года был командиром для связи с Прибалтийским особым военным округом.
В мае — июле 1941 года — начальник штаба Рижской военно-морской базы Балтийского флота.
В июле — августе 1941 года — начальник штаба кол. маневровой военно-морской базы Балтийского флота в городе Кунда Эстонской ССР. В августе 1941 года база была перенесена в город Нарва. Был тяжело ранен в боях с немецкими войсками.
С июля 1942 по апрель 1943 года был прикомандирован к оперативному управлению Главного Морского штаба СССР.
В апреле-августе 1943 года-начальник 7 — го (Речного) отдела, в августе 1943 — ноябре 1944 года-начальник 5 — го (речных и озерных театров) отдела, в ноябре 1944 — сентябре 1948 года — начальник отдела послевоенного траления, в сентябре 1948 — январе 1950 года-начальник 10-гого отдела, в январе — июле 1950 года — начальник 6-го отдела Оперативного управления Главного штаба Военно-Морских сил СССР.
Указом Президиума Крайовой Рады Народовой ПНР от 26 июня 1946 года был награждён Серебряным Крестом ордена Virtuti Militari.
В июле 1950 — сентябре 1955 года — начальник кафедры военно-морских дисциплин Военно-дипломатической академии Советской Армии.
С сентября 1955 года в запасе по болезни.
Умер 21 августа 1965 года в Москве.

## Награды
- Орден Ленина
- Орден Красного Знамени (трижды)
- Орден Нахимова II степени
- Орден Отечественной войны I степени
- Орден Трудового Красного Знамени